# Abblitzen
Der Begriff Abblitzen stammt ursprünglich aus dem Missgeschick beim Waffengebrauch, dass die Lunte abbrennt, ohne dass die Schussabgabe erfolgt. In diesem Zusammenhang wurde davon gesprochen, dass das Gewehr abblitzte. Auch im meteorologischen Kontext findet sich die Bezeichnung, wenn nach einem Gewitter die Blitze nachlassen (Der Himmel hat abgeblitzt). Aber auch das Ableiten der Blitze (Blitzableiter) wurde umgangssprachlich mit abblitzen lassen wiedergegeben.
Alle drei Bedeutungen flossen in die redensartliche Wendung jemanden abblitzen lassen ein, womit ausgesagt wird, dass jemand bei einer anderen Person keinen Erfolg mit seinem Anliegen hat und jäh zurückgewiesen wird.